# Rio Chagres
O rio Chagres é um curso de água do Panamá. Este rio é represado pela represa Gatún, que forma o lago Gatún, um lago artificial que é parte do canal do Panamá. Desagua no mar do Caribe.